# دن اسپربر
دن اسپربر (انگلیسی: Dan Sperber؛ زادهٔ ۲۰ ژوئن ۱۹۴۲) دانشمند در زمینه علوم اجتماعی و علوم شناختی اهل فرانسه است.